# Paracoptops djampeanus
Paracoptops djampeanus är en skalbaggsart som beskrevs av Stefan von Breuning 1960. Paracoptops djampeanus ingår i släktet Paracoptops och familjen långhorningar. Inga underarter finns listade i Catalogue of Life.